# Giulio Variboba
Giulio Variboba (på albanska Jul Variboba) var den förste erkände arberesjisk-albanske poeten. Han skrev ett flertal poemer. Han är idag känd bland albaner. Han dog år 1788, 66 år gammal.
Giulio föddes år 1722 (eller 1724 eller 1727?) i San Giorgio Albanese (på albanska Mbuzati) i Kalabrien i Italien. Hans föräldrar var ursprungligen från Mallakastër distrikt i södra Albanien. Han studerade vid Corsini seminarium i San Benedetto Ullano, ett center för utbildning och träning i bysantinskt prästerskap.